# Tyrannochthonius oahuanus
Tyrannochthonius oahuanus är en spindeldjursart som beskrevs av William B. Muchmore 2000. Tyrannochthonius oahuanus ingår i släktet Tyrannochthonius och familjen käkklokrypare. Inga underarter finns listade i Catalogue of Life.